# Alphonse Joseph Constant Bourelle de Sivry
Alphonse Joseph Constant Bourelle de Sivry est un homme politique français né le 17 mars 1799 à Milan (République cisalpine) et décédé le 6 avril 1862 au château de Villeneuve (Pleucadeuc, Morbihan).

## Biographie
Fils d'un payeur général de l'armée d'Italie, Alphonse Joseph Constant Bourelle de Sivry se bat en duel en 1838 avec le préfet du Morbihan, Édouard Lorois, qu'il blesse grièvement. Il est préfet d'Indre-et-Loire en 1848, puis de la Meurthe en 1850. Alphonse Joseph Constant Bourelle de Sivry est nommé chevalier de la Légion d'honneur le 8 février 1850, Officier le 1er janvier 1853, puis Commandeur le 1er janvier 1853.

## Carrière politique
Alphonse Joseph Constant Bourelle de Sivry est conseiller général et député du Morbihan de 1831 à 1842, siégeant au centre gauche, dans l'opposition. Il est sénateur du Second Empire de 1854 à 1862. Il fut aussi maire de Campénéac.